# Ghosthunt
Spøgelsesjagt (også kendt under det engelske navn Ghosthunting) er en form for jagt eller opdagelse, hvor man prøver på, at finde fysiske beviser på eksistensen af ånder. 
Et ghosthunt foregår ved, at "hunterne" tager ud, udspørger den eventuelle ånd og håber på svar.
Udstyret der bruges er forskellig fra gruppe til gruppe.
Det mest normale udstyr er følgende:
- EMF-måler – Et apparat der måler elektromagnetismen i luften. EMF = Electro Magnetic Field (Elektromagnetisk Felt). Man kan derved se, om der er energi i luften, som ikke skulle være der.
- Diktafon – Bruges til at optage hele "hunted". Man analysere efter hunted disse lyde, og leder efter fænomenet "EVP". EVP står for Electronic Voice Phenonema.
- Temperatur-måler – Bruges til at registrere tempereatursvingninger i luften eller prøve, at få en ånd til at hæve/sænke temperaturen.
- Thermokamera- Et kamera der optager film i Infrarød. Derved kan man se, om der skulle være temperaturforskelle i enkelte områder af luften.
- Videokamera- Til optagelse af eventuelle fænomener og/eller bevise signe egne bevægelser, stemmer osv.
- Kamera- Et ganske normalt kamera der bliver brugt til, at tage billeder med. Der skulle ifølge ghosthunters være større mulighed for at få et billede af en ånd.
- K-II- Det samme som en EMF-måler, bare med lamper som indikatorer i stedet for display. Dette bruges til eventuel kommunikation.

Der findes meget mere udstyr end ovenstående.
Ghosthunters (Spøgelsesjægere) er tit forvekslet med "Ghostbusters".
Forskellen mellem de to, er følgende.
- Ghosthunter (Spøgelsesjæger): En person der prøver at videnskabeligt bevise eksistensen for ånder/Paranormale fænomener.
- Ghostbusters: Kendt fra 80'er filmene der fanger spøgelser.

Herunder er der to små interviews med en ghosthunter og en ateist.
Ghosthunter (Spøgelsesjæger) Benjamin Larsen siger:
| „ | Jeg ved ikke om jeg direkte tror på, at det er afdøde vi snakker med. Men jeg ved der er noget! Det kan ikke passe, at alle de sætninger vi har optaget, alle de billeder og alle de uforklarlige EMF-felter, er tilfældigheder. Når vi er ude, prøver vi med største koncentration, at finde en logisk forklaring på ting. For ét er at finde en "ånd", noget andet er at finde ud af, at ens egen sko der knirkede, lød som et "ja". | “ |

Ateist Mikael Liven siger:
| „ | Jeg tror ikke på det. Det virker ikke som noget brugbart. Alt hvad jeg har fået at se og høre er små lyde og billeder. Lydene kan man falsk fremstille ved en computer, det kan alle. Jeg tror simpelthen ikke på, at vi kan gå igen, når vi dør. | “ |

 Der er for få eller ingen kildehenvisninger i denne artikel, hvilket er et problem. Du kan hjælpe ved at angive troværdige kilder til de påstande, som fremføres i artiklen.